# Michał Karol Bitowtt
Michał Karol Bitowtt herbu Gryf (zm. przed 21 kwietnia 1777 roku) – marszałek upicki w latach 1765–1777, wojski upicki w latach 1759–1765, podstoli upicki w latach 1752–1759, sędzia grodzki upicki w latach 1747–1763.
Poseł na sejm 1766 roku z powiatu upickiego.